# Polypedilum infundibulum
Polypedilum infundibulum är en tvåvingeart som beskrevs av Zhang och Wang 2004. Polypedilum infundibulum ingår i släktet Polypedilum och familjen fjädermyggor. Inga underarter finns listade i Catalogue of Life.